# Liste der Biografien/Friet
Liste der Biografien |
Portal Biografien |
Personensuche
# |
A |
B |
C |
D |
E |
F |
G |
H |
I |
J |
K |
L |
M |
N |
O |
P |
Q |
R |
S |
T |
U |
V |
W |
X |
Y |
Z |
?
 
Fa |
Fe |
Ff |
Fh |
Fi |
Fj |
Fk |
Fl |
Fm |
Fn |
Fo |
Fr |
Ft |
Fu |
Fy
 
Fra |
Frc |
Fre |
Frg |
Fri |
Frk |
Frl |
Fro |
Fru |
Fry
 
Fria |
Frib |
Fric |
Frid |
Frie |
Frig |
Frih |
Frii |
Frij |
Frik |
Fril |
Frim |
Frin |
Frio |
Frip |
Frir |
Fris |
Frit |
Friv |
Friz
 
Frieb |
Fried |
Frief |
Frieg |
Frieh |
Friel |
Friem |
Frien |
Frier |
Fries |
Friet |
Friew |
Friez
Die Liste der Biografien führt alle Personen auf, die in der deutschsprachigen Wikipedia einen Artikel haben. Dieses ist eine Teilliste mit 4 Einträgen von Personen, deren Namen mit den Buchstaben „Friet“ beginnt.

## Friet

### Friete
- Frieters-Reermann, Norbert (* 1970), deutscher Erziehungswissenschaftler und Hochschullehrer

### Friets
- Frietsch, Ernst (1905–2001), deutscher Maschinenbauer und Professor
- Frietsch, Klaus (* 1939), hessischer Kommunalpolitiker (SPD)

### Frietz
- Frietzsche, Georg (1903–1986), deutscher Künstler der tachistischen abstrakten Malerei